# Китинчев, Спиро
Спиро Гёрев Китинчев (болг. Спиро Гьорев Китинчев; 1895, Скопье — 1946, Идризово) — болгарский, югославский и македонский политик-националист, мэр города Скопье в 1941—1944 годах.

## Биография
Спиро Китинчев родился в конце 1895 года, в Скопье. Учился в болгарской школе в Салониках. В годы Первой мировой войны, когда болгарская армия оккупировала город, продолжил обучение в Швейцарии в городе Лозанна. В то же время его отец Гёре Китинчев был мэром города при болгарской военной администрации.
В Швейцарии Китинчев вошёл в организацию македонских студентов Македонская молодёжная тайная революционная организация (ММТРО). 16 декабря 1918 году Китинчев становится одним из организаторов студенческого союза «Главный совет» (Conseil general) с центром в Лозанне.
В 1919 году, в ходе заседаний Парижской мирной конференции, работает над идеей создания независимой многонациональной республики Македония. По его мнению, которое он изложил в меморандуме «L’Independance Macedonienne», страна должна последовать примеру государственного устройства Швейцарии, то есть стать конфедерацией.
В конце 1919 года Китанчев вернулся в Скопье и стал одним из основателей журнала «Луч», в котором начал пропаганду своей политической концепции. В том же 1919 году становится членом районного комитета Внутренней македонской революционной организации (ВМРО). Одновременно с этим становится членом Демократической партии Македонии. Обе организации, в которые входил Китанчев ставили цель создать независимую Македонию.
В 1936 году был включен в демократическую организацию МАНАПО (Македонский народный союз).
После поражения Королевства Югославии в апреле 1941 года Китанчев стал мэром Скопье. После смены оккупационной администрации с немецкой на болгарскую, должность за ним сохранилась.
В 1944 году, видя поражение Вермахта в войне с СССР и Союзниками Спиро Китанчев пытается основать македонскую государственность, провозгласив создание независимой Республики Македония. Немецкие и болгарские войска, оккупировавшие Македонию, активно поддерживали националистов ВМРО, в том числе и лично Спиро Китанчева. В связи с выводом из Македонии болгарских войск в сентябре 1944 г., власть была передана македонской организации ВМРО, хотя её лидер Ванче Михайлов выступил против одностороннего провозглашения независимости, вступив в конфликт со Спиро Китанчевым. Однако, уже 8 сентября 1944 года, после провала попытки создать независимую Республику Македонию, Китанчев покидает Скопье вместе с болгарскими войсками.
После выезда из Скопье Китанчев поселился в Кюстендиле, где в начале октября 1944 года был арестован представителями болгарского правительства Отечественного фронта и передан югославским коммунистам. В ходе процесса, который длился с 25 мая по 2 июня 1945 года, Спиро Китанчев, Димитр Гюзелов и Димитр Чкатров обвинялись в национализме, коллаборационизме и великоболгарском шовинизме. Они не возражали против обвинений, признали, что боролись против сербской ассимиляции. Спиро Китанчев был признан виновным по всем эпизодам и приговорен к высшей мере, которая была заменена 20 годами каторжных работ. В 1946 году он умер в тюремной камере Идризово от туберкулёза, усугубившегося вследствие тяжелого физического труда, недоедания и постоянных пыток охраны.